# Tour de France 2008/16. Etappe
Die 16. Etappe der Tour de France 2008 am 22. Juli war 157 Kilometer lang und verlief von Cuneo nach Jausiers. Es standen zwei Sprintwertungen und zwei Bergwertungen der Hors Catégorie auf dem Programm.
Sylvain Chavanel startete sofort am reellen Start einen Angriff, weitere Fahrer attackierten danach. Das Feld verhinderte allerdings durch hohes Tempo deren Wegkommen. Später versuchte es Chavanel zusammen mit George Hincapie erneut erfolglos. Die beiden machten den ersten Zwischensprint unter sich aus. David Le Lay schloss danach zu Chavanel auf, fiel aber wieder zurück. David Moncoutié startete den nächsten Angriff, alle Angreifer wurden aber wieder eingefangen. Christophe Le Mével, Sébastien Rosseler, Thomas Voeckler, Stefan Schumacher und Samuel Dumoulin konnten sich schließlich absetzen, verfolgt von einer 24-köpfigen Verfolgergruppe, darunter Jens Voigt, Jaroslaw Popowytsch, Cyril Dessel, Haimar Zubeldia, Danny Pate, Marcus Burghardt, George Hincapie, Kanstanzin Siuzou, John-Lee Augustyn, Juan Antonio Flecha und erneut Chavanel. Dumoulin gewann die zweite Sprintwertung. Dann bestimmte Schumacher das Tempo, einige Fahrer fielen wieder zurück. Im Feld gab es erneute Angriffe, wodurch eine weitere Verfolgergruppe entstand. Schumacher erreichte als erster gefolgt von Le Mevel und Voeckler die Passhöhe auf dem Col de la Lombarde, der zum ersten Mal im Programm der Tour war. Arnaud Coyot stürzte in der Abfahrt, konnte aber weiterfahren. Liquigas führte die Favoritengruppe in den zweiten Anstieg des Tages zum Col de la Bonette, dem höchsten Punkt der Tour. Andy Schleck erhöhte später das Tempo und die Gruppe verkleinerte sich. Mit ihm fuhren Fränk Schleck, Carlos Sastre, Samuel Sánchez, Denis Menschow, Bernhard Kohl, Alejandro Valverde, Cadel Evans und Kim Kirchen. Vor dem Gipfel verlor Schumacher seinen Vorsprung vor seinen direkten Verfolgern, deren Gruppe aus Tadej Valjavec, Dessel, Sandy Casar, Popowytsch, Hincapie, Siuzou, Nicolas Portal, David Arroyo und Augustyn bestand, und wurde eingeholt. Im Feld fuhr nun Voigt vorn. Augustyn griff an der Bergwertung an und sicherte sich die Punkte vor Dessel und Arroyo, stürzte aber in der Abfahrt in den Abhang, konnte sich aber fangen. In der Abfahrt bildeten sich mehrere Gruppen, Dessel, Casar, Popowytsch und Arroyo an der Spitze. Die beiden letzten attackierten etwa einen km vor dem Ziel. Dieses wurde in Jausiers auf einer 70 Meter langen und 6,5 Meter breiten Zielgeraden erreicht. Dessel, der die Gruppe wieder zusammenführte, gewann dort den Sprint. Danach kamen die Gruppen um Hincapie und um Schleck ins Ziel. Vandevelde musste einen Zeitrückstand von über vier Minuten in Kauf nehmen. Nibali verlor über 5 Minuten und musste das Weiße Trikot an Andy Schleck abgeben.

## Aufgaben
- 063 Francesco Chicchi – Zeitlimit überschritten
- 162 Sébastien Chavanel – während der Etappe

## Sprintwertungen
- 1. Zwischensprint in Vignolo (Kilometer 20,5) (617 m ü. NN)

| Erster  | Sylvain Chavanel | 6 Pkt. |
| Zweiter | George Hincapie  | 4 Pkt. |
| Dritter | Bram Tankink     | 2 Pkt. |
- 2. Zwischensprint in Vinadio (Kilometer 50) (886 m ü. NN)

| Erster  | Samuel Dumoulin     | 6 Pkt. |
| Zweiter | Stefan Schumacher   | 4 Pkt. |
| Dritter | Christophe Le Mével | 2 Pkt. |
- Zielsprint in Jausiers (Kilometer 157) (1210 m ü. NN)

| Erster      | Cyril Dessel        | 20 Pkt. |
| Zweiter     | Sandy Casar         | 17 Pkt. |
| Dritter     | David Arroyo        | 15 Pkt. |
| Vierter     | Jaroslaw Popowytsch | 13 Pkt. |
| Fünfter     | George Hincapie     | 12 Pkt. |
| Sechster    | Nicolas Portal      | 10 Pkt. |
| Siebenter   | Tadej Valjavec      | 9 Pkt.  |
| Achter      | Stefan Schumacher   | 8 Pkt.  |
| Neunter     | Andy Schleck        | 7 Pkt.  |
| Zehnter     | Bernhard Kohl       | 6 Pkt.  |
| Elfter      | Cadel Evans         | 5 Pkt.  |
| Zwölfter    | Fränk Schleck       | 4 Pkt.  |
| Dreizehnter | Alejandro Valverde  | 3 Pkt.  |
| Vierzehnter | Damiano Cunego      | 2 Pkt.  |
| Fünfzehnter | Carlos Sastre       | 1 Pkt.  |

## Bergwertungen
- Col de la Lombarde, HC-Kategorie (Kilometer 72,5) (2351 m ü. NN; 21,5 km à 6,9 %)

| Erster   | Stefan Schumacher   | 20 Pkt. |
| Zweiter  | Christophe Le Mével | 18 Pkt. |
| Dritter  | Thomas Voeckler     | 16 Pkt. |
| Vierter  | Jaroslaw Popowytsch | 14 Pkt. |
| Fünfter  | Kanstanzin Siuzou   | 12 Pkt. |
| Sechster | Jens Voigt          | 10 Pkt. |
| Siebter  | Cyril Dessel        | 8 Pkt.  |
| Achter   | John-Lee Augustyn   | 7 Pkt.  |
| Neunter  | Sébastien Rosseler  | 6 Pkt.  |
| Zehnter  | José Iván Gutiérrez | 5 Pkt.  |
- Cime de la Bonette-Restefond, HC-Kategorie (Kilometer 133,5) (2802 m ü. NN; 25,5 km à 6,5 %)

| Erster   | John-Lee Augustyn   | 40 Pkt. |
| Zweiter  | Cyril Dessel        | 36 Pkt. |
| Dritter  | David Arroyo        | 32 Pkt. |
| Vierter  | Jaroslaw Popowytsch | 28 Pkt. |
| Fünfter  | Sandy Casar         | 24 Pkt. |
| Sechster | George Hincapie     | 20 Pkt. |
| Siebter  | Tadej Valjavec      | 16 Pkt. |
| Achter   | Kanstanzin Siuzou   | 14 Pkt. |
| Neunter  | Nicolas Portal      | 12 Pkt. |
| Zehnter  | Stefan Schumacher   | 10 Pkt. |